# Marcin Stopa
Marcin Bartosz Stopa (ur. 12 listopada 1972) – polski okulista, profesor nauk medycznych, chirurg witreoretinalny (szklistkowo–siatkówkowy); kierownik Katedry Chorób Oczu i Optometrii Wydziału Lekarskiego II poznańskiego Uniwersytetu Medycznego. 

## Życiorys
Studia medyczne ukończył na poznańskiej Akademii Medycznej. Stopień doktorski uzyskał z wyróżnieniem w 2001 roku na niemieckim uniwersytecie RWTH Aachen. Pracował jako adiunkt w Katedrze i Klinice Okulistyki Wydziału Lekarskiego I. Odbył dwa roczne staże zawodowe w USA: na Cornell University w zakresie schorzeń siatkówki oraz na Duke University w zakresie chirurgii witreoretinalnej. Habilitował się na macierzystej uczelni w 2012 roku pracą pt. Innowacyjne strategie w diagnostyce i leczeniu witreoretinalnym wybranych chorób plamki i ich odniesienia kliniczne.
Pracuje jako kierownik Oddziału Klinicznego Okulistyki w poznańskim Szpitalu Klinicznym im. Heliodora Święcickiego. W 2014 objął funkcję kierownika Katedry Optometrii i Biologii Układu Wzrokowego (funkcję przejął po Bogdanie Miśkowiaku), która z czasem zmieniła nazwę na Katedrę Chorób Oczu i Optometrii.
Specjalizuje się w rozpoznawaniu i leczeniu (także chirurgicznym) schorzeń ciała szklistego oraz siatkówki (m.in. odwarstwienia siatkówki). Publikował w czasopismach krajowych i zagranicznych, m.in. w „Retina", „Ophthalmologica", „Graefe's Archive for Clinical and Experimental Ophthalmology" oraz „BMC Ophthalmology".
Od 2013 roku członek zarządu Polskiego Towarzystwa Okulistycznego (równocześnie przewodniczący oddziału poznańskiego PTO).
W 2019 otrzymał tytuł naukowy profesora nauk medycznych. W tym samym roku objął także funkcję redaktora naczelnego „Kliniki Ocznej".